# Wolsztyn

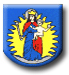
Stemă

Wolsztyn este un oraș în Polonia.